# Ix-Ex-Splue
Ix-Ex-Splue war eine Schweizer Post-Punk- bzw. No-Wave-Band der 1980er Jahre.

## Geschichte
Die Band wurde 1984 unter dem Namen Ay-Dogdu in Basel gegründet. Ihre Live-Auftritte waren zu Beginn von Tanz und visuellen Effekten wie Super-8-Filmprojektionen begleitet. Die Musik bestand aus einer Mischung von hypnotischen Improvisationen und meditativen Geräuschorgien, die in experimentellen Performances zelebriert wurden. Nach diversen personellen Wechseln entwickelte sich der Musikstil ab 1988 zu einer Form von experimentellem Industrial/Noise-Rock.
Nebst einigen DIY-Produktionen auf Audiokassetten veröffentlichten Ix-Ex-Splue 1989 die Single Treasonasylia sowie das Album Ix-Ex-Splue auf dem Label Vision. Aufgenommen und abgemischt wurde das Material in der ehemaligen Basler Stückfärberei vom Schweizer Jazzmusiker und Produzenten Alex Buess. Nach weiteren Beiträgen u. a. auf der Zusammenstellung Victims of the Mixing Desk (1989) sowie Knock Out (The Sound of Vision) von 1991 und begleitet durch weitere Besetzungswechsel führten die seit einiger Zeit fortschreitenden Zersetzungserscheinungen Anfang der 1990er Jahre zur Auflösung der Gruppe.

## Diskografie
Alben
- Soultime  (Not On Label / C-60), 1986
- Revel  (Not On Label / Doppelkassette 2 x C-60), 1987
- The 36 Steps to Innocence (Vision 16 / C-60), 1988
- Live (Hajra, H.T.L.V. 3.9 / C-60), 1988
- Ix-Ex-Splue (Vision 21, MACH 8921-5 / Vinyl, LP), 1989

 Singles
- Treasonasylia (Vision 21, MACH 8921-5 / Vinyl, 7"), 1989

Kompilationen (Auswahl)
- Various Artists: Freeze (Vision 8 /  C-30), 1988
- Various Artists: Sonique Suisse …Alternative Soundscapes from Switzerland (Audiofile Tapes at61, Calypso Now ! / C-90), 1988
- Various Artists: Victims of the Mixing Desk (Vision 22 / Vinyl, LP), 1989
- Various Artists: Swing / Hajra 4 (Swing 4, Hajra 4 / C-90), 1989
- Various Artists: Swing / Hajra 5 (Swing 5, Hajra 5 / C-90), 1989
- Various Artists: Notre Dame 4 (EE Tapes ET07 / C-90, Chrome), 1990
- Various Artists: Knock Out (The Sound of Vision) (Vision 35 / CD), 1991
- Various Artists: Pure Will, Without the Confusions of Intellect (Livevil LMCD-1187 / CD), 1991